# Pseudochaeta trinitatis
Pseudochaeta trinitatis là một loài ruồi trong họ Tachinidae.